# جونيا إينوكي
جونيا إينوكي (榎木淳弥 إينوكي جونيا) هو مؤدي أصوات ياباني ولد في 19 أكتوبر 1988 في طوكيو.

## أدواره في الأنمي

### مسلسلات أنمي تلفزيونية
- لولوكو شرطية الفضاء - ألفا أوميغا نوفا
- كاردفايت!! فانغارد G - شيون كيبا
- كاردفايت!! فانغارد G غيرس كرايسس - شيون كيبا
- كاردفايت!! فانغارد G سترايد غيت - شيون كيبا
- الوحوش الطفيلية: ثوابت النجاة - تاكو فورويا
- الجثة المدفونة تحت قدمي ساكوراكو-سان - شوتارو تاتيواكي
- قصة حبي!! - أوسامو كوريهارا
- هايكيو!! - سوزوكي
- مغامرة جوجو الغريبة: الرياح الذهبية - باناكوتا فوغو
- بي باتل برست - ماهر
- بيستارز - جاك
- الرياح تهب بقوة - جوتا (تارو جو)
- جوجوتسو كايسن - يوجي إيتادوري
- قسم تصميم الخلق - شيمودا
- إس إس إس إس.داينازينون - يوموغي أساناكا
- 2.43: نادي الكرة الطائرة للفتيان في ثانوية سيين - يوني كورودا
- سورد أوراتوريا - ثين إير
- هجوم العمالقة The Final Season - راينر براون (أيام الصبا)
- آرتي - أنجيلو
- المحقق المليونير Balance:UNLIMITED - ريو هوشينو
- سكيت-ليدينغ ستارز - تاتسويا ياماشيتا
- ياشاهيمي: أميرة أنصاف الشياطين - سوتا هيغوراشي
- حبيبة ، حبيبة  - ناويا موكاي
- كومي لا تستطيع التواصل - شوسكي كومي

### أنمي الإنترنت
- كينغان أشورا - كوزمو إيماي
- حرب النجوم: الرؤى - كاري («التوأم»)

### أفلام أنمي
- سلسلة أفلام ديجيمون أدفنتشر تراي
  - ديجيمون أدفنتشر تراي الفصل الأول: لم الشمل - تاكيرو "تي كيه" تاكايشي
  - ديجيمون أدفنتشر تراي الفصل الثاني: العزيمة - تاكيرو «تي كيه» تاكايشي
  - ديجيمون أدفنتشر تراي الفصل الثالث: الاعتراف - تاكيرو «تي كيه» تاكايشي
  - ديجيمون أدفنتشر تراي الفصل الرابع: الفقدان - تاكيرو «تي كيه» تاكايشي
  - ديجيمون أدفنتشر تراي الفصل الخامس: التعايش - تاكيرو «تي كيه» تاكايشي
  - ديجيمون أدفنتشر تراي الفصل السادس: مستقبلنا - تاكيرو «تي كيه» تاكايشي
- ديجيمون أدفنتشر: التطور الأخير للروابط - وسيم
- نداء القلب - سايتو
- البدلة المتنقلة جاندام ناريتيف - جونا باستا
- قاتل الشياطين الفيلم: قطار اللانهاية - سينجورو رينغوكو
- هل من الخطأ التعرف على الفتيات في الدانجون؟: سهم أوريون - ثين إير
- مابوروشي - ماساموني كيكيري

## أدواره في الدبلجة اليابانية
- عائلة ثندرمان - أويستر
- كابتن أمريكا: الحرب الأهلية - بيتر باركر/الرجل العنكبوت
- الرجل العنكبوت: العودة للوطن - بيتر باركر/الرجل العنكبوت
- المنتقمون: الحرب اللانهائية - بيتر باركر/الرجل العنكبوت
- سبايدرمان: بعيدا عن الوطن - بيتر باركر/الرجل العنكبوت

## وصلات خارجية
- جونيا إينوكي على موقع IMDb (الإنجليزية)
- جونيا إينوكي على موقع ميوزك برينز (الإنجليزية)
- جونيا إينوكي على موقع قاعدة بيانات الفيلم (الإنجليزية)
- جونيا إينوكي على موقع ANN person (الإنجليزية)

- صفحة IMDb